# Hubert Medland
Pour les articles homonymes, voir Medland.
Hubert Moses Medland, né le 1er juillet 1881, et mort le 11 décembre 1964, est un homme politique britannique membre du parti travailliste.

## Biographie
Il a été élu Membre du Parlement (MP) représentant la circonscription Plymouth Drake (en) lors des élections générales britanniques de 1945 et a occupé le siège jusqu'à l'abolition de la circonscription aux Élections générales britanniques de 1950. Il était surnommé localement "Stormy Medland" (qui peut se traduire par "Medland le tempétueux") en raison de son comportement direct.
La rue Medland Crescent, au Southway Ward à Plymouth est nommée en son honneur. Elle se trouve à proximité de Moses Court nommée en l'honneur de Jimmy Moses, le premier membre travailliste du parlement de Plymouth.